# Biến dạng dẻo

Đường cong ứng suất biến dạng cho thấy cơ chế chảy dẻo thông thường của các hợp kim không chứa sắt. Ứng suất được biểu diễn như hàm của biến dạng
1: Giới hạn đàn hồi thực
2: Giới hạn tuyến tính
3: Giới hạn đàn hồi
4: Độ bền chảy dẻo tịnh tiến

Trong vật lý và khoa học vật liệu, biến dạng dẻo là biến dạng của một vật liệu chịu sự thay đổi hình dạng không thể đảo ngược dưới tác dụng của một lực bên ngoài. Ví dụ một tấm kim loại hay chất dẻo bị uốn cong hay đập thành một hình dạng mới thể hiện sự thay đổi vĩnh viễn bên trong chính vật liệu. Trong kỹ thuật, sự thay đổi từ trạng thái đàn hồi sang trạng thái chảy dẻo được gọi là sự chảy dẻo (yield).
Biến dạng dẻo được nhận thấy ở hầu hết các vật liệu như kim loại, đất, đá, bê tông, vật liệu bọt (foam), xương và da. Tuy nhiên cơ chế vật lý gây ra biến dạng dẻo có thể khác nhau. Ở cấp độ tinh thể, biến dạng dẻo trong kim loại thường là do các sai lệch mạng gây ra. Trong hầu hết các vật liệu tinh thể các khuyết tật như vậy thường khá hiếm. Tuy nhiên cũng có những vật liệu trong đó các khuyết tật tồn tại phổ biến và là một phần của cấu trúc tinh thể, những trường hợp như thế có thể tạo thành kết tinh dẻo (plastic crystallinity). Trong những vật liệu dòn như đá, bê tông và xương, biến dạng dẻo được gây ra phần lớn do sự trượt tại các vết nứt tế vi.
Với nhiều kim loại dẻo, tải trọng kéo tác dụng lên mẫu sẽ khiến chúng đáp ứng một cách đàn hồi. Ứng với mỗi sự gia tăng tải là một sự gia tăng độ dãn tương ứng, và khi tải được bỏ ra, mẫu trở về chính xác kích cỡ ban đầu. Tuy nhiên một khi tải trọng vượt quá một ngưỡng nào đó (độ bền dẻo), sự giãn dài tăng nhanh hơn so với vùng đàn hồi, và khi tải được tháo ra, một phần của độ dãn dài vẫn được lưu giữ lại.
Cần lưu ý biến dạng đàn hồi là xấp xỉ và chất lượng của nó tùy thuộc vào thời gian xem xét và tốc độ đặt tải. Nếu biến dạng bao gồm biến dạng đàn hồi thì thường được gọi là biến dạng đàn hồi–dẻo (elastic-plastic).
Biến dạng dẻo hoàn toàn là một tính chất của vật liệu chịu biến dạng không thể đảo ngược mà không có sự gia tăng tải trọng hay ứng suất nào. Nhìn chung biến dạng dẻo cũng phụ thuộc vào tốc độ biến dạng, tức là để gia tăng tốc độ biến dạng thì cần phải đặt vào một ứng suất lớn hơn, và những vật liệu như vậy được gọi là biến dạng nhớt dẻo (viscoplasticity).

## Cơ chế vật lý

### Biến dạng dẻo trong kim loại
Biến dạng dẻo trong tinh thể của kim loại nguyên chất chủ yếu được gây ra do hai cơ chế biến dạng trong mạng tinh thể là trượt và sự hình thành song tinh (twinning). Trượt là biến dạng trượt trong đó nguyên tử di chuyển qua nhiều lần khoảng cách giữa các nguyên tử so với vị trí ban đầu. Song tinh là biến dạng dẻo xảy ra dọc theo hai mặt phẳng do các lực tác dụng lên một miếng kim loại.

#### Hệ thống trượt
Vật liệu tinh thể chứa các mặt phẳng nguyên tử phân bố đều và có tổ chức trên phạm vi lớn. Các mặt này có thể trượt trên nhau dọc theo hướng xếp kín. Hệ quả là sự thay đổi vĩnh viễn của hình dạng bên trong tinh thể và biến dạng dẻo. Sự tồn tại của các sai lệch làm tăng khả năng trượt của các mặt.

#### Biến dạng dẻo có thể đảo ngược
Ở cấp độ nano các biến dạng dẻo chính trong kim loại mạng lập phương tâm diện (fcc) là có thể đảo ngược, chừng nào không có sự vận chuyển vật liệu dưới dạng trượt ngang.

#### Trượt theo cụm (Shear banding)
Sự tồn tại của các khuyết tật khác bên trong tinh thể có thể gây trở ngại cho sai lệch mạng hay ngăn chúng trượt. Khi điều này xảy ra, biến dạng dẻo bị giới hạn vào một vùng nhất định bên trong vật liệu. Đối với tinh thể, các vùng này gọi là cụm trượt (shear band).

### Biến dạng dẻo trong vật liệu vô định hình

#### Sự tạo vết nứt
Vật liệu vô định hình vẫn có thể bị biến dạng dẻo. Do không được sắp xếp trật tự tốt, chúng chứa những khoảng trống có thể tích lớn. Khi kéo các loại vật liệu này làm mở các vùng rỗng này ra và khiến vật liệu có hình dạng không rõ ràng. Sự không rõ ràng này là do sự nứt vỡ, trong đó các sợi hình thành bên trong vật liệu ở những vùng có ứng suất tĩnh (hydrostatic stress) cao. 

### Biến dạng dẻo trong vật liệu Mactensit
Một số vật liệu, đặc biệt là những loại có trải qua chuyển biến Mactensit, biến dạng theo cách không thể mô tả rõ ràng bằng các lý thuyết cổ điển về đàn hồi và chảy dẻo. Một trong số những thí dụ đáng chú ý nhất là nitinol, thể hiện tính giả đàn hồi: biến dạng có thể đảo ngược về mặt cơ học, nhưng lại không thể đảo ngược về nhiệt động học.

### Biến dạng dẻo trong vật liệu có ngăn (cellular)
Những vật liệu này biến dạng dẻo khi momen uốn vượt qua momen chảy dẻo hoàn toàn.

## Biểu diễn toán học

### Thuyết biến dạng
Có một số mô hình toán học về biến dạng dẻo. Một trong số đó là thuyết biến dạng (như định luật Hooke) trong đó tensor ứng suất (bậc d trong d chiều) là hàm của tensor biến dạng. Dù mô hình này là chính xác khi một phần nhỏ của vật chất chịu sự tăng tải, thuyết này không thể phản ánh sự bất thuận nghịch (không thể đảo ngược).
Vật liệu dẻo có thể chịu biến dạng dẻo lớn mà không bị gãy vỡ. Tuy nhiên ngay cả vật liệu dẻo cũng có thể bị gãy vỡ khi biến dạng đủ lớn, đây là hệ quả của sự làm cứng nguội vật liệu, khiến nó trở nên dòn. Biện pháp nhiệt luyện như ủ có thể khôi phục tính dẻo của một chi tiết, giúp việc tạo hình có thể được tiếp tục.

### Thuyết biến dạng dẻo lưu thông
Năm 1934, Egon Orowan, Michael Polanyi và Geoffrey Ingram Taylor gần như cùng một lúc nhận thấy rằng biến dạng dẻo của vật liệu dẻo có thể được giải thích theo thuyết sai lệch mạng. Mô hình toán chính xác hơn của biến dạng dẻo, thuyết biến dạng dẻo lưu thông, dùng một chuỗi các phương trình phi tuyến tính, không khả thi (non-integrable) để mô tả một chuỗi các thay đổi của ứng suất và biến dạng so với trạng thái trước đó.	

## Tiêu chuẩn chảy dẻo

So sánh tiêu chuẩn Tresca với tiêu chuẩn Von Mises.

Nếu ứng suất vượt quá một giá trị tới hạn, vật liệu sẽ chịu biến dạng dẻo. Ứng suất tới hạn này có thể là kéo hoặc nén. Tiêu chuẩn Tresca và Von Mises thường được sử dụng để xác định xem vật liệu đã bị chảy dẻo chưa. Tuy nhiên những tiêu chuẩn này tỏ ra chưa đủ để đáp ứng cho một lượng lớn các loại vật liệu và một số tiêu chuẩn khác đang được sử dụng rộng rãi.

### Tiêu chuẩn Tresca
Tiêu chuẩn này dựa trên giả thuyết rằng vật liệu bị hư hỏng là do sự trượt, đây là một giả thuyết tốt đối với kim loại. Với trạng thái ứng suất chính, ta có thể dùng vòng tròn Mo để tính ra ứng suất trượt cực đại mà vật liệu sẽ chịu được và kết luận vật liệu sẽ  hư hỏng nếu:
{\displaystyle \sigma _{1}-\sigma _{3}\geq \sigma _{0}}
Trong đó σ1 là ứng suất thường cực đại, σ3 là ứng suất thường cực tiểu, và σ0 là ứng suất tại đó vật liệu sẽ hư hỏng khi chịu tải đơn trục. Một mặt chảy dẻo có thể được dựng ra, giúp tạo nên biểu diễn hình ảnh của khái niệm này. Bên trong mặt chảy dẻo biến dạng là đàn hồi, bên ngoài biến dạng là dẻo.

### Tiêu chuẩn Von Mises
Tiêu chuẩn này dựa trên tiêu chuẩn Tresca nhưng có thêm giả thuyết là ứng suất tĩnh không gây ra phá hủy vật liệu. Von Mises tính ra ứng suất hiệu dụng khi chịu tải đơn trục, trừ đi ứng suất tĩnh, và cho rằng mọi ứng suất hiệu dụng lớn hơn mà gây ra phá hủy khi chịu tải đơn trục sẽ dẫn tới biến dạng dẻo.
{\displaystyle {\begin{aligned}\sigma _{\mathrm {effective} }^{2}&={\tfrac {1}{2}}\left[\left(\sigma _{11}-\sigma _{22}\right)^{2}+\left(\sigma _{22}-\sigma _{33}\right)^{2}+\left(\sigma _{11}-\sigma _{33}\right)^{2}\right]\\&\qquad +3\left(\sigma _{12}^{2}+\sigma _{13}^{2}+\sigma _{23}^{2}\right)\end{aligned}}}
Có thể biểu diễn hình học mặt chảy dẻo này dùng phương trình trên, trong đó nó có hình elip. Bên trong mặt vật liệu biến dạng đàn hồi, bên ngoài nó biến dạng dẻo.